# Hervormde kerk (Colijnsplaat)
De Hervormde kerk is de protestantse kerk van Colijnsplaat in de Nederlandse provincie Zeeland. De kerk is gelegen aan Havelaarstraat 30.

## Geschiedenis
De kerk werd vermoedelijk in 1607 gebouwd, uit welk jaar de huidige toren stamt. De kerk werd herbouwd in 1769, naar plannen van Johannes van Es en Frans Rupingh. Enkele muurgedeelten van de 17e-eeuwse kerk werden daarin opgenomen. Stadhouder Willem V, die heer van Colijnsplaat was, stelde hier geld voor ter beschikking.
In 1856 werd een consistorie aangebouwd en in 1981 werd onder meer de kap vernieuwd, waarbij zoveel mogelijk de 18e-eeuwse toestand werd nagestreefd.

## Gebouw
Het betreft een eenvoudige zaalkerk onder dubbel schilddak, met aangebouwde vierkante toren, gedekt door een tentdak. De toren is opvallend wit van kleur. Het interieur wordt overwelfd door een tongewelf.
In de kerk bevinden zich enkele 17e-eeuwse grafstenen, welke bij een restauratie van 1980 tevoorschijn kwamen. Van omstreeks 1650 zijn de preekstoel en enkele koperen voorwerpen. Het orgel is van 1903 en werd vervaardigd door Nöhren.
Aan de buitenzijde bevinden zich enkele 18e-eeuwse grafstenen, een gedenksteen van de herbouw (1769), en een oorlogsmonument (1949) van Johannes Bijleveld.